# FGSZ Földgázszállító Zrt.
Az FGSZ Földgázszállító Zrt. Magyarország egyetlen földgázszállítási rendszerüzemeltetője. 

## Története
A vállalat 2004-ben alakult meg MOL Magyar Olaj- és Gázipari Nyrt. Földgázszállító Rt. néven, 2008-tól FGSZ Földgázszállító Zártkörűen Működő Részvénytársaság elnevezéssel működik. Az FGSZ a tulajdonosa és üzemeltetője a Magyarország területét behálózó nagynyomású földgázszállító vezetékrendszernek, amely a gázszolgáltató társaságokat, erőműveket és a nagyipari fogyasztókat látja el, továbbá összeköttetésben áll az osztrák, a szlovák, ukrán, román, szerb és horvát szállítórendszerekkel, illetve a Magyarország területén működő földgáz termelőkkel és tárolókkal. Az FGSZ szabályozott piaci feltételek mellett végzi tevékenységét. ITO (Independent Transmission Operator) minősítéssel rendelkezik, azaz független szállítási rendszerüzemeltetőként működik. Az FGSZ 2019 októberében a Magyar Gáz Tranzit Zrt. 100%-os tulajdonosa lett, 2019. október 4-én átvette a Magyarországot Szlovákiával összekötő 92 km-es földgázszállító vezeték üzemeltetését, így már a teljes magyarországi nagynyomású földgázszállító vezetékrendszert működteti.
Tevékenységét 5889 km hosszú távvezetékrendszeren, 25 betáplálási és közel 400 kiadási ponton, 3 regionális központtal és 8 kompresszorállomással végzi. A társaság nemzetközi technológiai szabványoknak megfelelően működő rendszerirányító központja Siófokon található. Az FGSZ a hazai földgázszállítás mellett gázt szállít Szerbiába és Bosznia-Hercegovinába, továbbá szállítást végez Romániába, Horvátországba, Ukrajnába, valamint Szlovákia irányába is. A magyarországi szállítórendszerbe Ukrajna, Ausztria és Szlovákia irányából, valamint a hazai földgáztermelő mezők betáplálási pontjairól és a föld alatti gáztárolókból történik beszállítás a rendszerbe.

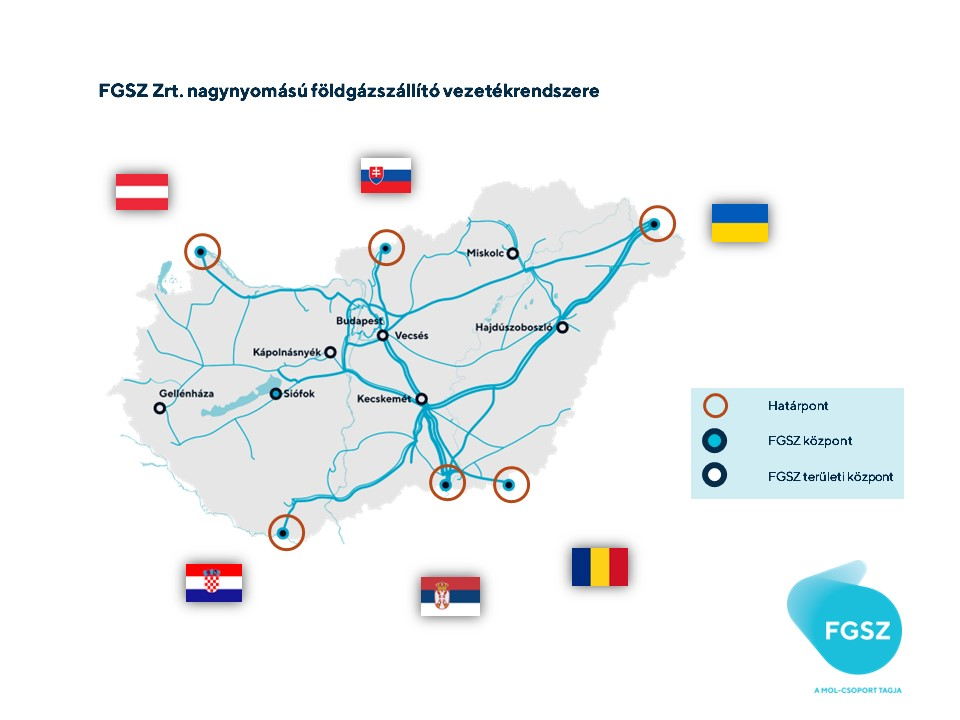
Az FGSZ Zrt. nagynyomású földgázszállító vezetékrendszere

Földgázszállító alaptevékenysége, azaz a rendszerhasználók (például kereskedők, földgáztermelők, erőművek és más nagyipari fogyasztók) megbízásainak teljesítése során számos más, ahhoz szorosan kötődő feladatot is ellát. Felelősségi körébe tartozik többek között a szállítórendszer folyamatos üzemeltetése és fejlesztése, a továbbított földgáz mennyiségének és minőségének a legszigorúbb nemzetközi sztenderdeknek megfelelő mérése, folyamatos ellenőrzése és dokumentálása.

## Nemzetközi szervezeti tagságai
1. Földgázpiaci Szállítási Rendszerüzemeltetők Európai Hálózata (ENTSOG)
2. Pipeline Operators Forum (POF)
3. European Compression Community (E2C)
4. European Gas Pipeline Incident Data Group
5. European Hydrogen Backbone (EHB)
6. Gas Infrastructure Europe (GIE)
7. International Gas Union (IGU)
8. Gas Transmission Benchmarking Initiative (GTBI)
9. UNEP Oil & Gas Methane Partnership
10. Hydrogen Gas Assets Readiness (H2GAR)

## A magyar földgázszállítás mérföldkövei
- 1937: Az első hazai kőolaj- és földgázmező felfedezése a Zala megyei Budafapusztán.
- 1938: Az első gázvezeték átadása (Budafa – Újudvar).
- 1943: A MAORT megépítteti a Bázakerettyét Nagykanizsával összekötő gázvezetéket.
- 1949: Megindul a földgázszállítás a főváros felé (Bázakerettye – Budapest), megalakul az Ásványolaj- és Földgáz Távvezeték Nemzeti Vállalat Siófok központtal.
- 1954: Megalakul a Kőolajvezeték Vállalat Siófokon.
- 1958: Megindul a szállítás az első (román-magyar) import vezetéken.
- 1968: Diszpécserközpont nyílik a vállalat székhelyén, Siófokon.
- 1974: Kettéválik a Kőolajvezeték Vállalat: létrejön a Gáz- és Olajszállító Vállalat (GOV) és a Kőolajvezetéképítő Vállalat (KVV).
- 1975: Csatlakozás a szovjet földgázszállító rendszerhez (a Testvériség importvezetéken keresztül).
- 1991: Megalakul a MOL Rt, megszűnik a GOV. Ezt követően a földgázszállítás szervezete a MOL Rt. szervezeti egységeként működik.
- 1996: Létrejön az osztrák-magyar interkonnektor (HAG importvezeték).
- 2004: Megalakul a MOL Földgázszállító Rt.
- 2008: A Társaság neve FGSZ Földgázszállító Zártkörűen Működő Részvénytársaságra (röviden: FGSZ Zrt.-re) változik.
- 2019: A Magyar Gáz Tranzit Zrt. 100%-os tulajdonosa lesz az FGSZ Földgázszállító Zrt.
- 2019: Átadják a ROHU magyar fejlesztés részeként a Romániából 1,75 Mrd m3/év gáz szállítását biztosító kompresszorállomást Csanádpalotán.
- 2020: Virtuális Interconnection Point létrehozása Beregdaróc UA/HU határponton.
- 2021: Szerb-magyar interkonnektor vezeték kereskedelmi üzembe helyezése.